# Josefin Lillhage
Josefin Lillhage (Göteborg, 15 maart 1980) is een topzwemster uit Zweden, die gespecialiseerd is op de vrije slag. Ze nam viermaal deel aan de Olympische Spelen en won hierbij in totaal een bronzen medaille.
In 1996 maakte ze haar olympische debuut op de Olympische Spelen van Atlanta. Ze maakte onderdeel uit van de estafetteploeg op de 4 × 200 meter vrije slag en eindigde hier op een negende plaats overall. Een jaar later was ze meer succesvol en won ze op de 4 x 100 meter vrije slag een bronzen medaille. In de twee jaren hierna nam ze bij de Olympische Spelen deel aan de 100 m, 200 m en zowel de 4 x 100 meter vrije slag als de 4 x 200 meter vrije slag, maar wist hierbij geen medaille meer te veroveren.
Bij de wereldkampioenschappen langebaan (50 meter) van 2005 in Montreal de bronzen medaille won op de 200 meter vrije slag. In datzelfde jaar wist ze op dezelfde afstand, maar dan tijdens de EK kortebaan 2005 beslag te leggen op de gouden medaille toen ze in een tijd van 1.55,43 als eerste aantikte. Deze titel moet ze echter wel delen met de Italiaanse Federica Pellegrini die in exact dezelfde tijd aankwam.